# 楊灼
楊灼（16世紀—1630年代），福建漳州府長泰縣人和里人，明朝政治人物。

## 生平
楊灼是遂溪知縣楊逢源的弟弟，二人同中萬曆四十六年（1618年）的舉人，他則在崇禎元年（1618年）成進士，獲授潮陽知縣，判案敏捷、能因俗引導人民，適逢海盜入侵，他到海邊視察對方虛實，並籌集資金防備，縣民得以安寧，之後調職吏科給事中，在北京去世。

## 引用
1. 1 2  乾隆《長泰縣志·卷八·選舉志》：進士……崇禎元年戊辰劉若宰榜……楊灼 人和里人，初授廣東潮陽知縣，有異政，行取吏科給事中，卒于京師……舉人……萬歷四十六年戊午己酉周迪榜……楊灼 逢源之弟，見進士
2. ↑  光緒《潮陽縣志·卷十六·宦績列傳》：楊灼，長泰人，進士，崇禎間任潮陽知縣，剖決如流，能因俗善導，值海寇犯境，躬至海口覘虛實，集紳士籌防之整而能暇，民賴以安，祀名宦。 潮府周志